# Теор
Теор (итал. Teor) —  бывшая коммуна в Италии в области Фриули-Венеция-Джулия, в провинции Удине. В 2014 году Теор был включён в коммуну Ривиньяно. 
Население составляет 2044 человека (2008 г.), плотность населения составляет 125 чел./км². Занимает площадь 16 км². Почтовый индекс — 33061. Телефонный код — 0432.
Покровителем коммуны почитается святой Мавр, празднование 26 ноября.

## Демография
Динамика населения:

## Администрация коммуны
- Официальный сайт: https://web.archive.org/web/20060829183202/http://www.comune.teor.ud.it/